# Tomasz Kamiński

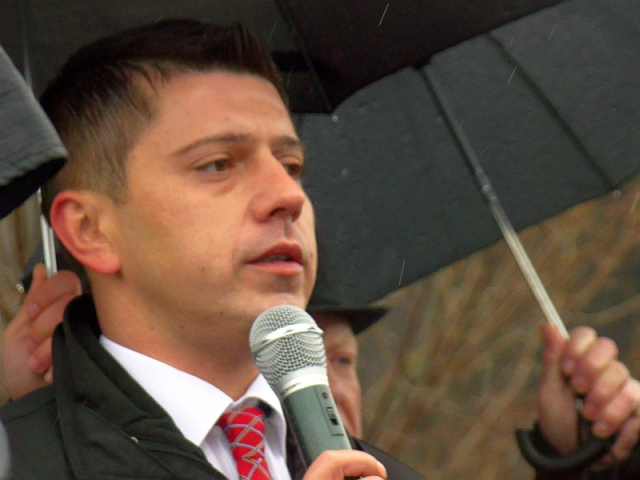
Tomasz Kamiński (2012)

Tomasz Kamiński (* 27. Oktober 1979 in Rzeszów) ist ein polnischer Politiker, Kommunalpolitiker, Soziologe und seit 2007 Abgeordneter des Sejm in der VI. Wahlperiode.

## Leben
Er machte einen Abschluss an der Fakultät für Soziologie an der Universität Rzeszów.

## Politik
In den Jahren 2002 bis 2007 saß er zwei Mal im Stadtrat von Rzeszów, zuerst über die Liste der SLD, dann über die Liste "KWW" von Tadeusz Ferenc: "Rozwój Rzeszowa" ("Entwicklung Rzeszóws"). Seit 2007 ist er Vorsitzender des Vorstandes des Sojusz Lewicy Demokratycznej (Bund der Demokratischen Linken – SLD) in der Woiwodschaft Podkarpackie.
In den Parlamentswahlen 2007 errang er für den Wahlkreis Rzeszów über die Liste der Lewica i Demokraci (Linke und Demokraten – LiD) mit 15.200 Stimmen ein Abgeordnetenmandat im Sejm. Er ist Mitglied der Sejmkommissionen für Gesundheitspolitik und Infrastruktur.
Am 22. April 2008 wurde er Mitglied der Fraktion Lewica.